# 張彖
张彖（？—？），陝西人，唐朝官员、隐士。
天寶十一年（752年），有人勸他去投靠楊國忠，見了他“富贵立可至”。他卻說：“君辈倚杨右相如泰山，吾以为冰山耳。若皎日既出，君辈得无失所持乎？”不久中進士，释褐授华阴尉，勤于政事，卻受到太守令尹的打壓。张彖嘆曰：“大丈夫有凌霄盖世之志，而拘于下位，若立身于矮屋中。使人抬头不得。”後隱居嵩山。於史無考。